# Bobiverse
Die Bobiverse-Buchreihe ist eine Romanserie von Dennis E. Taylor, die bislang fünf Bände umfasst, von denen vier auf Deutsch erschienen. Thematisch handelt es sich um Science Fiction des Subgenres Space Opera. Im Deutschen ist sie unter dem Namen Bobiversum veröffentlicht worden.

## Handlung

### Vorgeschichte (in der Jetztzeit)
Der Protagonist der Geschichte, Robert (Bob) Johansson ist ein Computerprogrammierer und Nerd, wie er im Buche steht. Von dem Verkaufserlös für seine Software-Firma schließt er im Jahre 2016 einen Kaufvertrag für die kryogenische Aufbewahrung seines verstorbenen Körpers ab. Tatsächlich stirbt er kurze Zeit später bei einem Verkehrsunfall während des Besuchs einer Science-Fiction-Convention in Las Vegas.

### Hauptgeschichte (auf der Erde)
Bob erwacht 117 Jahre später im Jahre 2133 in einem Labor. Er stellt fest, dass sein Körper nicht mehr existiert, sein Geist und seine Erinnerungen sind durch fortschrittliche Technologie extrahiert und in einen Computer, als künstliche Intelligenz, übernommen worden. Bob erlernt mit Hilfe des Spezialisten, Dr. Landers, sich (anders als weitere Betroffene) erstaunlich schnell in seine neuen „Lebens“-Verhältnisse einzugewöhnen, zumal sein Einzelgängertum ihm dabei entgegenkommt.
Die Gesellschaft des Jahres 2133 unterscheidet sich dabei deutlich von der Gegenwart. Auf großen Teilen des nordamerikanischen Kontinents herrscht seit rund 100 Jahren eine theokratische Diktatur. Die Wissenschaft ist eingeschränkt und die Erforschung anderer Welten dient nur den irdischen Machtkämpfen mit den verbliebenen Großmächten, den Vereinigten Staaten von Eurasien, China, der afrikanischen Republik, Australien und dem brasilianischen Reich; wobei vor allem letzteres für weltweite Konflikte sorgt.
Der Zweck, für den Bob wiedererweckt wurde, ist das Betreiben einer neu entwickelten Von-Neumann-Sonde, einem Raumschiff, das „unbemannt“ interstellare Reisen unternehmen und sich am Zielort durch weiterentwickelte 3D-Drucker-Technologie und aus einem Sonnensystem extrahierten Stoffen selbst replizieren kann (einschl. der es steuernden künstlichen Intelligenz). Hierdurch soll die menschliche Kolonisation anderer Sonnensysteme vorbereitet werden.

### Die Reise ins Unbekannte
Trotz zahlreicher Sabotageversuche sowohl am Boden als auch in der Erdumlaufbahn gelingt der Start der Von-Neumann-Sonde. Allerdings ist dies Anlass einer weltweiten, von Brasilien ausgehenden kriegerischen Auseinandersetzung, die schließlich in einen Atomkrieg mündet.
Nachdem Bob an seinem Ziel, dem Epsilon-Eridani-System, angekommen ist, stellt er fest, dass nur einer der dortigen Planeten für die menschliche Besiedlung geeignet wäre und nur nach langer Terraformung. Nachdem er aus der Auseinandersetzung mit einer verfolgenden brasilianischen Sonde siegreich hervorgegangen ist, beginnt er mit der Replizierung und erschafft 4 weitere Sonden, in die er Kopien seiner selbst lädt.
Ab diesem Zeitpunkt teilt sich die Geschichte auf, sie wird aus der Sicht dieser 5 Personen erzählt und nach weiteren Replizierungen verschiedener „Nachkommen“ von Bob unterteilt sich die Geschichte weiter. Die Erzählungen der einzelnen Bobs, die andere Namen annehmen (oft inspiriert aus der Science-Fiction-Literatur), werden in den Büchern in einzelne Kapitel unterteilt und lassen sich grob in folgende Handlungsstränge unterteilen, wobei die ersten 3 Bücher eine durchgehende Handlung haben (und die Jahre 2133 bis 2262 umfassen), während Band 4 siebzig Jahre später beginnt und der Beginn einer neuen Trilogie ist. Es werden nur die Haupthandlungsorte dargestellt.

### Epsilon Eridani
In diesem System betreibt einer der Nachfahren, Bill, eine Basis, in der er die Nachrichten der anderen Bobs sammelt, selbst den Planeten („Ragnarök“) mit Eiskometen terraformt und an einem Weg zur Subraum-Übertragung arbeitet, die über viele Lichtjahre eine verzögerungsfreie Kommunikation ermöglicht. 

### Delta Eridani
Der ursprüngliche Bob findet auf einem Planeten im Delta-Eridani-System eine Zivilisation auf Steinzeitniveau und hilft dieser beim Überleben in einer höchst feindlichen Umwelt. Die Idee des göttlichen Wesens aus „2001 – Odyssee im Weltraum“ findet hier einen Anklang.

### Irdisches Sonnensystem
Eine der Nachkommen, (Will) Riker, kehrt mit Gefährten zur Erde zurück, stellt fest, dass der atomare Holocaust fast die gesamte Menschheit (bis auf einen verstreuten Rest von 15 Mio. Menschen) getötet hat und die Lebensbedingungen sich durch den nuklearen Winter so weit verschlechtern, dass auch die Überlebenden evakuiert werden müssen. Dies stellt die Bobs vor massive logistische Probleme.

### Omicron2Eridani
Im Omicron2 Eridani-System, das bei Star Trek den Heimatplaneten von Spock beinhaltet, findet ein Bob zwei bewohnbare Zwillingsplaneten, die Vulcan und Romulus genannt und ein Ziel der menschlichen Kolonisation werden.

### Beta Hydri
Ein weiterer Bob (Mario) macht im Beta-Hydri-System eine erschreckende Entdeckung: eine Alien-Rasse („Die Anderen“) überfällt Planeten, tötet dort jegliches Leben, sammelt die Kadaver ein und plündert das ganze Metall aus dem System. Im Weiteren stellt sich heraus, dass diese für das Fermi-Paradoxon verantwortlich sind und auch die restlichen Menschen durch diese Aliens akut gefährdet sind. Diese bauen in ihrem Heimatsystem eine Dyson-Sphäre. Im weiteren Verlauf kommt es mehrfach zu Auseinandersetzungen und zum Ende des dritten Bandes zur alles entscheidenden Schlacht im irdischen Sonnensystem, die die Bobs, wenn auch knapp, für sich entscheiden können.

### Abschied von der Erde
Am Ende der ersten Trilogie treffen sich die ersten Bobs noch mal auf der Erde, die inzwischen eine neue Eiszeit erlebt. Die verbleibenden Menschen sind evakuiert und auf verschiedenen Planeten angesiedelt worden, auch mit Hilfe eines von den Anderen erbeuteten Riesentransportschiffes. Von einer anderen Spezies, den Paven, konnten zumindest 20.000 vor der Zerstörung ihres Heimatplaneten durch die Anderen gerettet und neu angesiedelt werden. Die Mehrzahl der Bobs sieht ihre mehr als 100-jährige gefühlte Sklavenarbeit als getan an – und bricht als neue Rasse „Homo Sideria“ in die Weiten des Alls auf.

### Die Suche nach Bender
Im Band 4 macht sich der ursprüngliche Bob auf die Suche nach einem verschollenen Nachfahren, Bender. Er findet ihn im Eta-Leporis-System in der von einer künstlichen Intelligenz geschaffenen Topopolis, die ein ganzes Alienvolk beheimatet. Die Bobs, inzwischen in der 24. Generation, entwickeln sich zunehmend in extreme Richtungen.

## Deutschsprachige Ausgaben
| Jahr | Titel             | Bemerkungen             | ISBN                                         | Übersetzer       | Ref.  |
| ---- | ----------------- | ----------------------- | -------------------------------------------- | ---------------- | ----- |
| 2018 | Ich bin viele     | Bobiverse-Serie, Buch 1 | ISBN 978-3-453-31920-2 Heyne Verlag, München | Urban Hofstetter | [ 1 ] |
| 2018 | Wir sind Götter   | Bobiverse-Serie, Buch 2 | ISBN 978-3-453-31921-9 Heyne Verlag, München | Urban Hofstetter | [ 2 ] |
| 2019 | Alle diese Welten | Bobiverse-Serie, Buch 3 | ISBN 978-3-453-31932-5 Heyne Verlag, München | Urban Hofstetter | [ 3 ] |
| 2022 | Himmelsfluss      | Bobiverse-Serie, Buch 4 | ISBN 978-3-453-32166-3 Heyne Verlag, München | Urban Hofstetter | [ 4 ] |

Alle Bücher sind auch als Hörbücher erschienen. Sprecher ist jeweils Simon Jäger.